# Hydrohalogenide

Guanidiniumhydrochlorid als Beispiel für ein Hydrohalogenid

Hydrohalogenid ist ein  Sammelbegriff für die organisch-chemische Stoffklasse der Hydrofluoride, Hydrochloride, Hydrobromide und Hydroiodide.  Hydrohalogenide sind halogenwasserstoffsaure Salze basischer organischer Verbindungen. Hydrohalogenide werden beispielsweise bei der Umsetzung von Aminen, basischen Aminosäuren, Aminosäureestern und Alkaloiden mit Halogenwasserstoff oder Halogenwasserstoffsäuren gebildet.
Zahlreiche gebräuchliche Arzneistoffe mit basischen funktionellen Gruppen werden als Hydrohalogenide eingesetzt.